# Thesszália

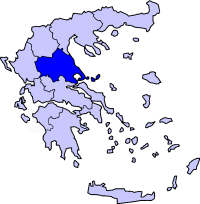
Thesszália Görögországon belüli elhelyezkedése

Thesszália (görögül Θεσσαλία [Theszalía], ógörögösen Thesszalia) Görögország 13 közigazgatási régiójának egyike, mely 5 regionális egységre van felosztva. Északról Nyugat- és Közép-Makedónia, nyugatról Epirusz, délről Közép-Görögország, keletről az Égei-tenger határolja. Fővárosa Lárisza.

## Földrajz
Földrajzilag Thesszália egy hegyekkel övezett síkság (Tríkala és Lárisza) körül. Határozott nyári és téli évszakkal rendelkezik, a nyári esők miatt síkságai nagyon termékenyek. Időnként ezért „Görögország kenyereskosarának” is nevezik.
A területet északról a Khászia és a Cambunian hegységek, északkeletről az Olümposz hegylánc határolja. Tőle nyugatra fekszik a Píndosz, délkeletre az Óssza és Pélion partvidéke. Keresztülfolyik rajta a Pineiosz folyó, és annak mellékfolyói.

## Története
Thesszáliában erőteljes neolitikus kultúra volt i. e. 25. század körül. Mükénéi településeket szintén találtak például Iólkhosz, Dimini és Szeszklo (Vólosz közelében) területén.
Később az antik időkben Thesszália a nemesi családok – mint a láriszai Aleuadák, a krannóni Szkopadák és a pharszaloszi Ekhekratidák – földje lett. Ezek a nagy hatalmú családok szövetségbe szervezték Thesszáliát és később a befolyásuk alá vonták a delphoi amphiktüoniát is. Thesszália nagyon híres volt a lovasságáról. A görög–perzsa háborúk idején az Aleuadák a perzsákhoz csatlakoztak. Az i. e. 4. században Thesszália függésbe került makedóniától és sokan vazallusként szolgálták őket.
A rómaiak i. e. 148-ban Thesszáliát Makedónia provincia részévé tették, de 300-ban külön provincia lett Lárisza székhellyel. A Bizánci Birodalom része volt a 13. századig, amikor nagy részét vlach pásztorok vonták ellenőrzésük alá (ld. Nagy Vlachia).
A negyedik keresztes hadjárat után Thesszália a Thesszalonikéi Királyság ellenőrzése alá került, de 1215-ben I. Theodorosz epiruszi despota megtámadta és elfoglalta. A dinasztiának 1318-ban lett vége, majd bizánci és szerb uralom következett. Rövid függetlenség után az Oszmán Birodalom 1394-ben megszállta. 1881-ben a törökök Thesszália legnagyobb részét feladták.

## Közigazgatás
Thesszália öt regionális egysége és központjaik:
- Kardíca regionális egység, központja Kardíca
- Lárisza regionális egység, központja Lárisza
- Magniszía regionális egység, központja Magnészia
- Szporádok regionális egység, központja Szkiathosz
- Tríkala regionális egység, központja Tríkala

## Közlekedés
Sok főútja van, az Athén és Szaloniki közötti vasúti fővonal keresztülhalad Thesszálián.